# 宁平广播电视台
宁平广播电视台（越南语：／），简称，是一家位於越南宁平省华闾坊的综合性新闻传媒集团。
宁平广播电台首次于1957年开始播送广播节目。1975年因为所在地宁平省和南河省合并为河南宁省而裁撤。1992年，因宁平省脱离河南宁省重新建立，宁平广播电台也随之重新开始营运，并增设电视部门。2025年4月，寧平廣播電視台與《寧平報》（Báo Ninh Bình）合併建立傳媒中心。

## 频道列表
宁平广播电视台现拥有电视频道、广播电台频率各1条。

### 电视频道
| 頻道名稱     | 语言   | 广播格式                    | 啟播時間 | 備註  |
| 新闻综合频道 | 越南语 | SD: PAL 576i 16:9 HD: 1080i |          | [ 5 ] |

### 電台頻率
| 频道名称（广播） | 频率        | 参考  |
| ---------------- | ----------- | ----- |
| 新闻综合广播（Kênh Thời sự - Chính trị - Tổng hợp） | FM 98,1 MHz | [ 6 ] |